# Colorado (Paraná)
Colorado é um município brasileiro do estado do Paraná. O município tem como padroeira Nossa Senhora Auxiliadora.

## História
Colorado recebeu status de município pela estadual nº 253 de 26 de novembro de 1954, com território desmembrado de Jaguapitã.

## Geografia
Possui uma área é de 412,233 km² representando 0,2023 % do estado, 0,0716 % da região e 0,0047 % de todo o território brasileiro. Localiza-se a uma latitude 22°50'16" sul e a uma longitude 51°58'22" oeste. Sua população estimada em 2017 era de 23941 habitantes.

### Demografia
Dados do Censo - 2007
População Total: 20.957
- Urbana: 18.772
- Rural: 2.185
- Homens: 10.360
- Mulheres: 10.597

Índice de Desenvolvimento Humano (IDH-M): 0,719
- IDH-M Renda: 0,627
- IDH-M Longevidade: 0,716
- IDH-M Educação: 0,813

## Economia
Faz parte da AMUSEP - Associação dos Municípios do Setentrião Paranaense. Tem como principais produtos agrosilvopastoris, a cana-de-açúcar, o leite e bovinos. A indústria dominante é química, produtos alimentares, couros, peles e produtos similares.
O Aeroporto mais próximo é o de Maringá a 87 km.

### Turismo
Testemunhos históricos podem ser encontrados no museu da cidade, que funciona numa antiga escola de madeira. O acervo constitui-se de objetos doados por pioneiros como telefones, máquinas de escrever, móveis, lampiões, roupas, objetos em geral. Há muitas fotos dos pioneiros, das construções da época e do cinema.
A Igreja Matriz de Colorado também merece destaque, uma vez que compõe a praça central da cidade, que recebe o nome de praça Dom Bosco. Conforme relatam seus pioneiros, foi construída com o mesmo projeto da igreja de Catanduva, com planta trazida por um corretor, sendo que a única modificação teria sido a retirada da torre, pois o sino já estava fora de uso.
Colorado ficou conhecida por realizar anualmente uma das maiores festas de rodeios do Brasil, a Festa do Peão.

## Esporte
Colorado possui um clube no Campeonato Paranaense de Futebol: o Colorado Atlético Clube. No passado jogou o Clube Atlético Colorado.